# Kvernes stavkirke
Kościół klepkowy w Kvernes (Kvernes stavkirke) – kościołów klepkowych w Norwegii, wzniesiony przed 1432 rokiem. Stoi na brzegu Kvernesfjorden, we wsi Kvernes, w gminie Averøy, w okręgu Møre og Romsdal. 
Prawdopodobnie kościół istniał od XII-XIII w., ale obecna świątynia jest poświadczona w biskupich rejestrach podatkowych w 1432 roku. Z oryginalnego kościoła klepkowego pozostała nawa, długa na 16 m i szeroka na 7,5 m. Ściany wzdłużne, oprócz narożnych filarów podtrzymujących dach, mają też filary dodatkowe, a od południowej strony dach podparty jest dodatkowo skośnymi belkami opartymi o ziemię. Nie wiadomo, czy są one częścią pierwotnej konstrukcji i czy znajdowały się kiedyś także z drugiej strony. W 1633 roku miała miejsce znacząca przebudowa: rozebrano stare prezbiterium i wzniesiono nowe, równie szerokie jak nawa, i o konstrukcji zrębowej, a także baptysterium, o konstrukcji słupowej. Przeniesiono także wejście do nawy ze strony zachodniej na południową. W 1648 roku wzniesiono nową wieżyczkę. Nowy kościół został zbudowany 1 893 roku, ale stavkirke nie został rozebrany i wciąż odprawiane są w nim czasem nabożeństwa, zwłaszcza śluby i chrzciny.
Ołtarz pochodzi z 1475 roku, stoją w nim figury Matki Boskiej i Św. Anny z Dzieciątkiem; w 1695 roku zyskał barokową oprawę z figurami Mojżesza, trzymającego tablice z Dekalogiem i Jezusa, trzymającego chorągiew zwycięstwa. Całość ma postać hybrydalną, łączącą motywy katolickie i protestanckie. Podczas przebudowy w 1633 roku kościół został bogato ozdobiony malowidłami ściennymi, za które zapłacił (podobnie jak za nowe ławki i okna) ówczesny pastor, Andreas Ericksen. Pastora upamiętnia tablica w kościele umieszczona tam przez wdowę po nim, a także jego monografy na ławkach i za ołtarzem, koło herbu królestwa Danii i Norwegii.

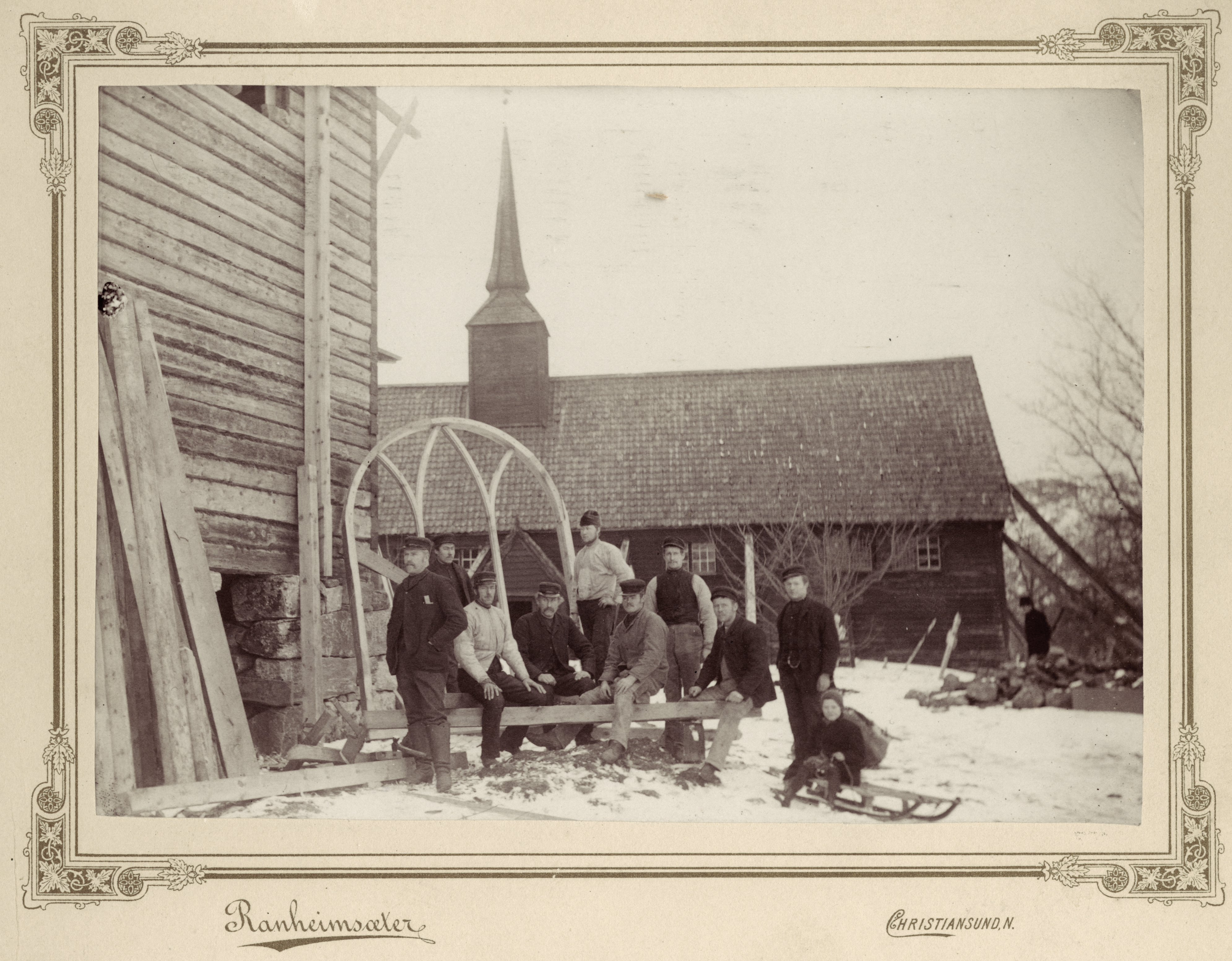
Kościół na starej fotografii
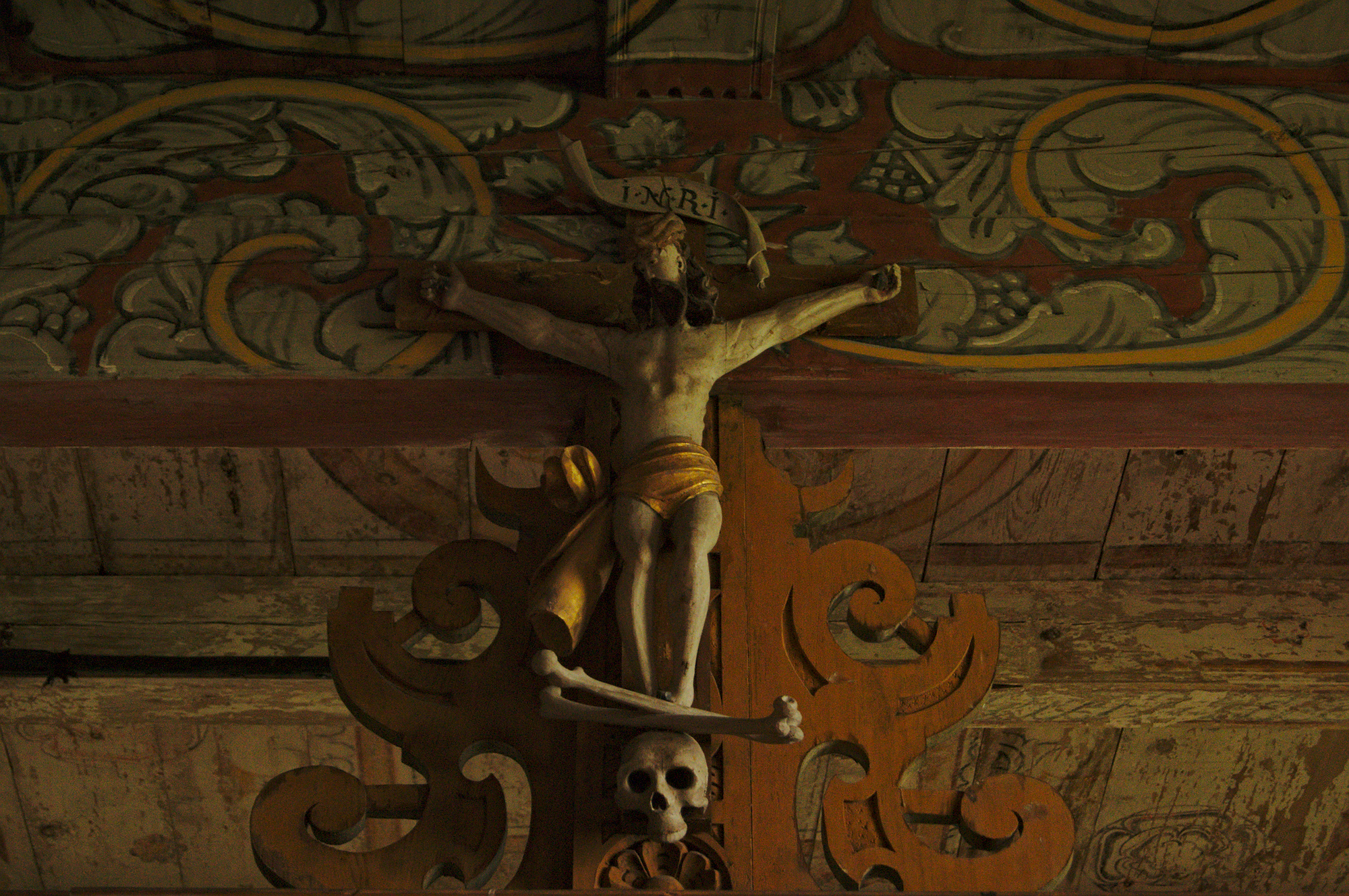
Krucyfiks i polichromie w kościele
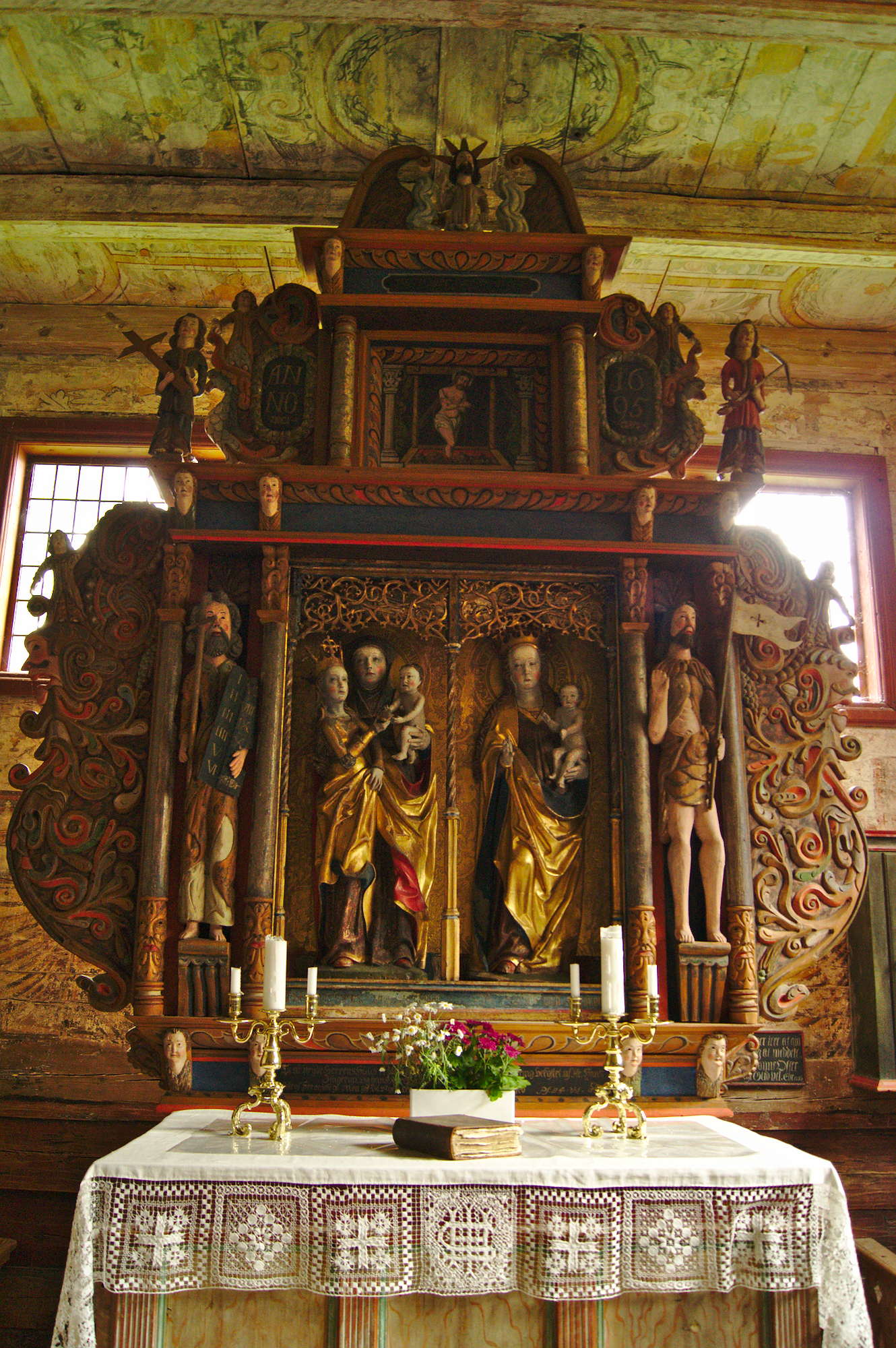
Ołtarz
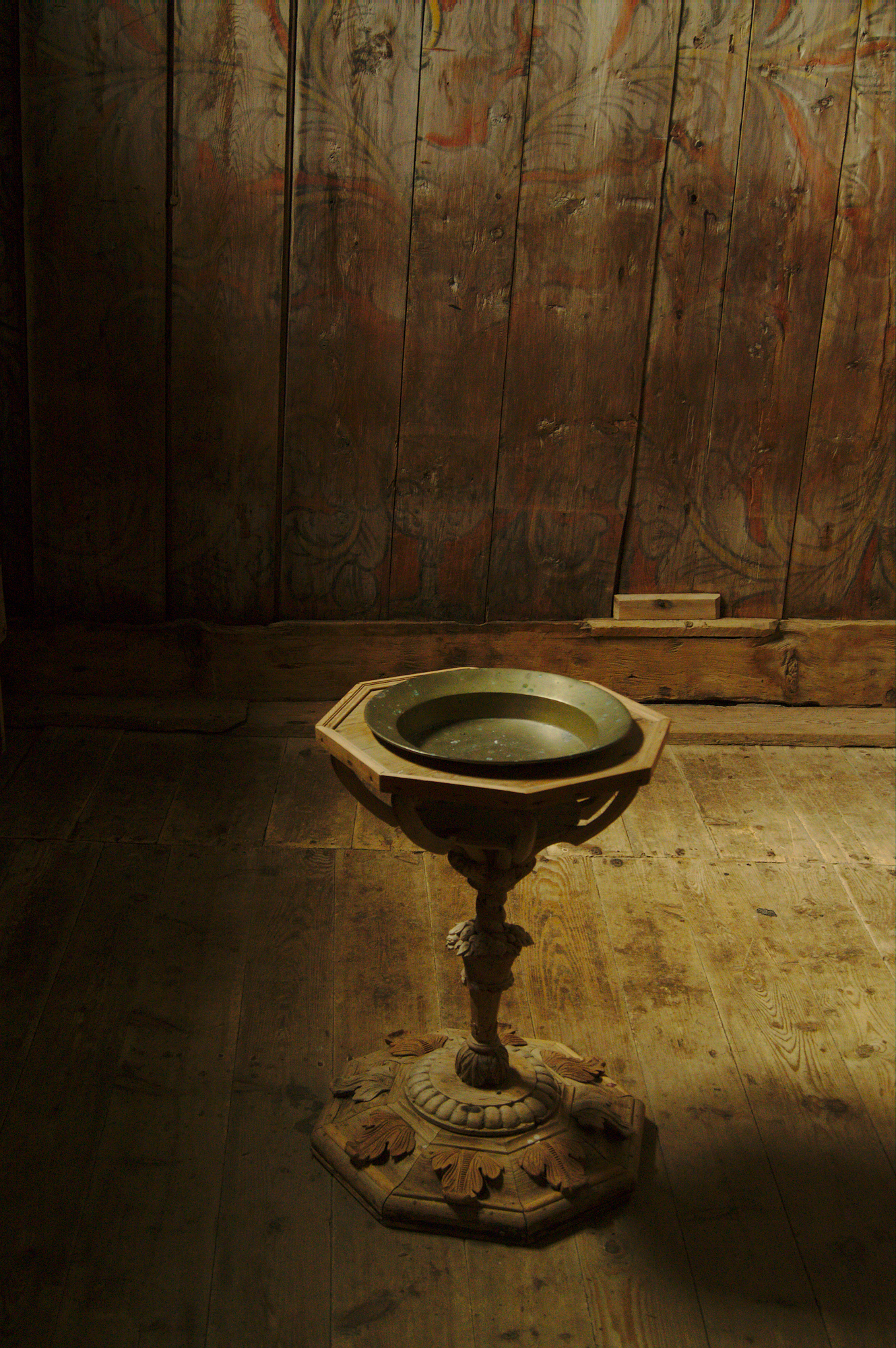
Chrzcielnica
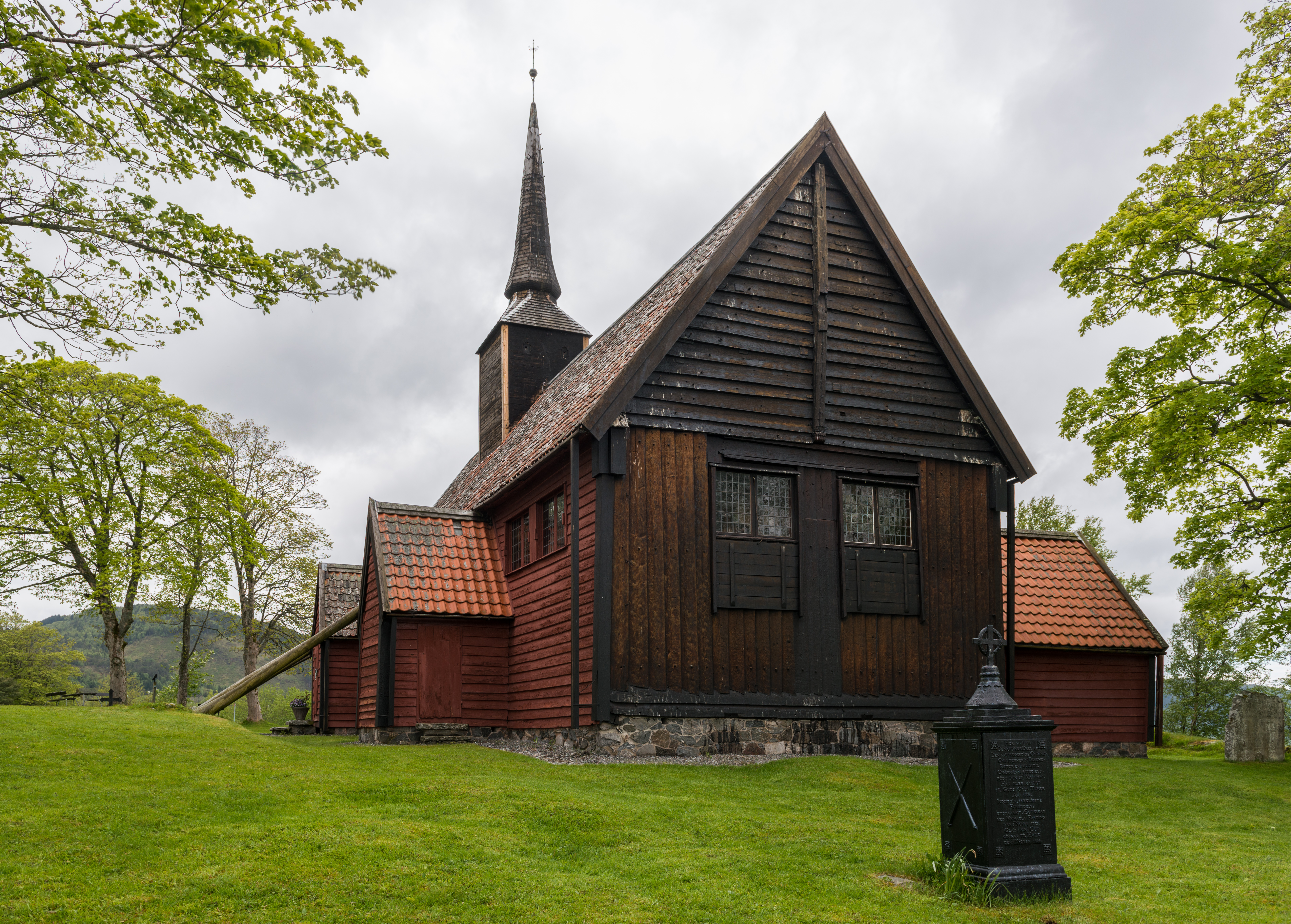
Widok od strony wschodniej
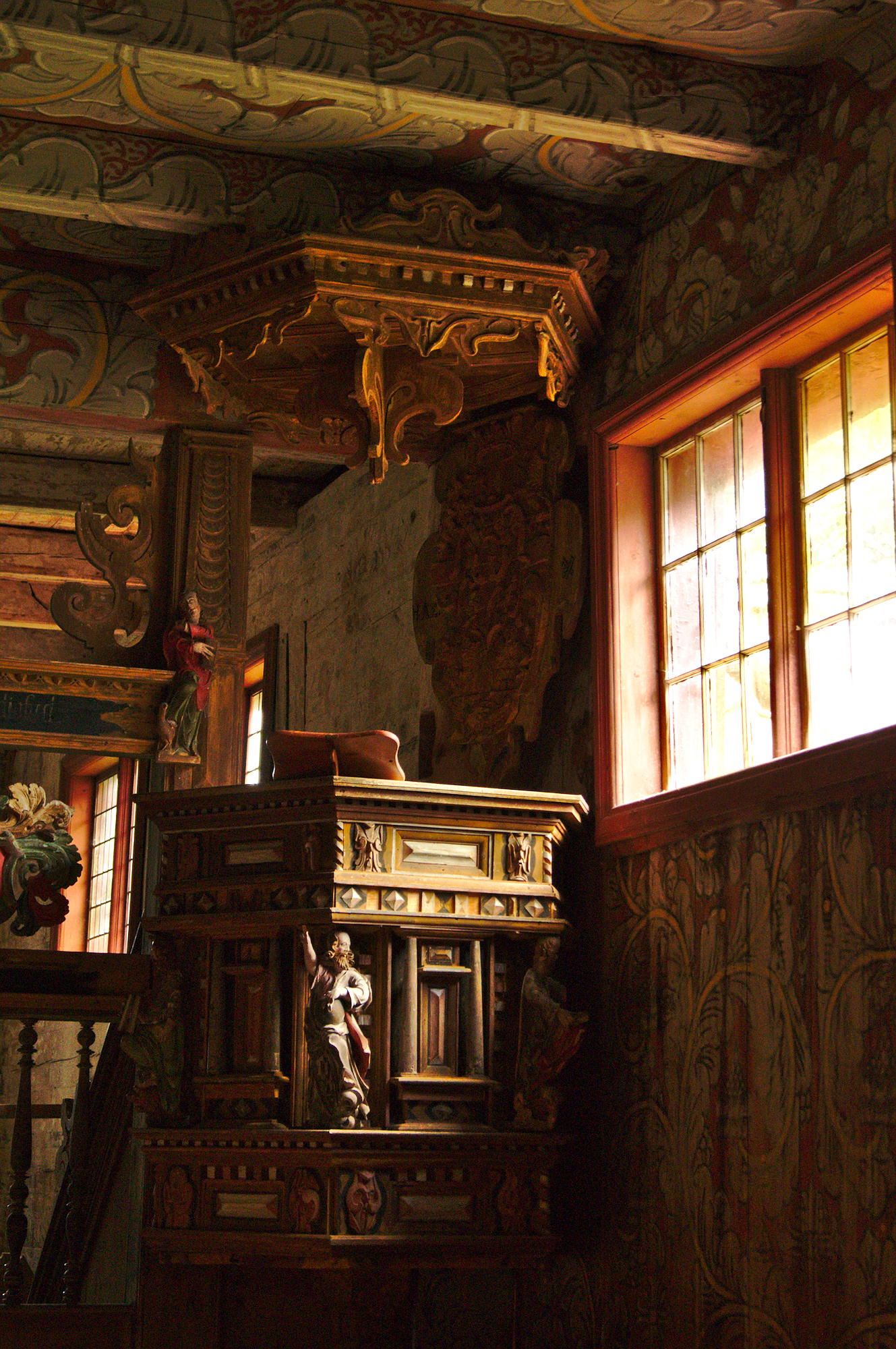
Ambona